# 小行星8639
小行星8639（英語：8639）是一颗围绕太阳公转的小行星。1986年11月3日，安東寧·姆爾科斯在克列特发现了此天体。
这颗小行星的绝对星等为156.73060等。